# VxWorks
VxWorks este un sistem de operare în timp real destinat sistemelor integrate, produs de compania Wind River Systems din Alameda, California, SUA.
Ca toate sistemele de operare în timp real, VxWorks dispune de gestiunea preemptivă a proceselor, dispozitive de comunicare inter-proces și de sincronizare. Printre caracteristicile specifice acestui sistem de operare, se numără managementul memoriei compatibil cu specificațiile POSIX, suport multiprocesor, interfață în linie de comandă, capabilități de debugging și monitorizarea performanțelor.
Sistemul de operare este folosit de NASA pentru unele din misiunile sale spațiale (Mars Pathfinder, Stardust, roboții de pe Marte Spirit și Opportunity, etc.).

## Dezvoltarea aplicațiilor
Dezvoltarea aplicațiilor pe această platformă se face în C sau C++. Există și un mediu integrat de editare specializat, dezvoltat tot de Wind River sub numele de Workbench (în trecut Tornado). Workbench este bazat pe Eclipse.

## Competitori
Sisteme de operare în timp real similare:
- C Executive
- eCos
- ElinOS
- Embedded Linux
- LynxOS
- MontaVista Linux
- Nucleus RTOS
- OS-9
- OSE
- QNX
- RTEMS
- ThreadX
- Windows CE